# Giải vô địch bóng đá U-16 châu Á 2000
Giải vô địch bóng đá U-16 châu Á 2000 là mùa giải thứ 9 của Giải vô địch bóng đá U-16 châu Á, giải đấu do Liên đoàn bóng đá châu Á (AFC) tổ chức dành cho các đội tuyển quốc gia dưới 16 tuổi. Giải đấu lần này diễn ra tại Việt Nam từ ngày 3 đến ngày 17 tháng 9 năm 2000. Oman vô địch giải đấu sau khi đánh bại Iran 1–0 ở trận chung kết.
Giải đấu này cũng đóng vai trò là vòng loại khu vực châu Á cho Giải vô địch bóng đá U-17 thế giới 2001 tổ chức tại Trinidad và Tobago, trong đó ba đội tuyển đứng đầu sẽ giành quyền tham dự giải đấu.

## Vòng loại
37 đội tuyển tham dự vòng loại được chia thành 9 bảng đấu theo khu vực địa lý. Chỉ có đội nhất bảng sẽ lọt vào vòng chung kết cùng với chủ nhà Việt Nam, đội được miễn thi đấu vòng loại.

### Các đội vượt qua vòng loại
- Bảng 1:  Oman
- Bảng 2:  Kuwait
- Bảng 3:  Iran
- Bảng 4:  Bangladesh
- Bảng 5:  Nepal
- Bảng 6:  Thái Lan
- Bảng 7:  Trung Quốc
- Bảng 8:  Nhật Bản
- Bảng 9:  Myanmar
- Chủ nhà:  Việt Nam

## Vòng bảng
Tất cả các trận đấu diễn ra tại Đà Nẵng, Việt Nam

### Bảng A
| Đội tuyển  | Đ  | St | T | H | B | BT | BB |
| ---------- | -- | -- | - | - | - | -- | -- |
| Nhật Bản   | 12 | 4  | 4 | 0 | 0 | 14 | 1  |
| Việt Nam   | 7  | 4  | 2 | 1 | 1 | 9  | 5  |
| Trung Quốc | 6  | 4  | 2 | 0 | 2 | 13 | 12 |
| Myanmar    | 4  | 4  | 1 | 1 | 2 | 4  | 7  |
| Nepal      | 0  | 4  | 0 | 0 | 4 | 2  | 17 |

3 tháng 9
| Trung Quốc | 6 - 2 | Nepal |

| Việt Nam | 0 - 2 | Nhật Bản |

5 tháng 9
| Myanmar | 0 - 2 | Nhật Bản |

| Nepal | 0 - 5 | Việt Nam |

7 tháng 9
| Myanmar | 0 - 4 | Trung Quốc |

| Nhật Bản | 3 - 0 | Nepal |

9 tháng 9
| Nepal | 0 - 3 | Myanmar |

| Trung Quốc | 2 - 3 | Việt Nam |

11 tháng 9
| Nhật Bản | 7 - 1 | Trung Quốc |

| Việt Nam | 1 - 1 | Myanmar |

### Bảng B
| Đội tuyển  | St | T | H | B | BT | BB | Đ  |
| ---------- | -- | - | - | - | -- | -- | -- |
| Iran       | 4  | 4 | 0 | 0 | 12 | 2  | 12 |
| Oman       | 4  | 3 | 0 | 1 | 11 | 7  | 9  |
| Bangladesh | 4  | 2 | 0 | 2 | 4  | 7  | 6  |
| Thái Lan   | 4  | 1 | 0 | 3 | 4  | 9  | 3  |
| Kuwait     | 4  | 0 | 0 | 4 | 6  | 12 | 0  |

4 tháng 9
| Thái Lan | 3 - 2 | Kuwait |

| Oman | 1 - 2 | Iran |

6 tháng 9
| Iran | 3 - 0 | Thái Lan |

| Bangladesh | 1 - 0 | Kuwait |

8 tháng 9
| Bangladesh | 1 - 3 | Oman |

| Kuwait | 1 - 3 | Iran |

10 tháng 9
| Iran | 4 - 0 | Bangladesh |

| Oman | 2 - 1 | Thái Lan |

12 tháng 9
| Kuwait | 3 - 5 | Oman |

| Thái Lan | 0 - 2 | Bangladesh |

## Vòng đấu loại trực tiếp

### Bán kết
15 tháng 9
| Nhật Bản | 2 - 3 | Oman |

| Iran | 4 - 0 | Việt Nam |

### Tranh hạng ba
17 tháng 9
| Nhật Bản | 4 - 2 | Việt Nam |

### Chung kết
17 tháng 9
| Iran | 0 - 1 | Oman |

## Vô địch
| Giải vô địch bóng đá U-17 châu Á 2000 |
| ------------------------------------- |
| · Oman · Lần thứ hai                  |

## Cầu thủ xuất sắc nhất
- Phạm Văn Quyến

## Tham dựGiải vô địch bóng đá U-17 thế giới 2001
- Iran
- Nhật Bản
- Oman